# Age of Love
Az Age Of Love a Scooter negyedik albuma. 1997. augusztus 25-én jelent meg, illetve 2013. április 26-án 3CD-s változatban, a "20 Years of Hardcore" sorozat részeként. 2021. szeptember 17-én bakelitváltozatban is kiadták. Két kislemez jelent meg róla: a "The Age of Love", és a "Fire". A lemez az előző albumokhoz képest vegyes fogadtatásra lelt. Ferris Bueller viszonya megromlott a csapattal, különféle nézeteltérések miatt, s ennek következtében röviddel az album megjelenése után otthagyta őket.

## Áttekintés
Az első két lemez után a "Wicked!" már egy lassuló tempójú, de még alapvetően happy hardcore-rave-orientált lemez volt. Ennek fényében várta a rajongótábor a negyedik lemezt, mely azonban az elvárásokhoz képest némiképp csalódást okozott. Egyfelől a zenék többféle stílusból kerültek ki, megfigyelhető több szám esetében a kísérletezés; másrészt felbukkan több társszerző is (Shahin Moshirian, Stephan Browarczyk és Nosie Katzmann), akik magukkal hozták a saját stílusjegyeiket. Bár az "Age of Love" nem tekinthető egyértelműen kudarcnak, a rajongók véleménye eléggé megoszló róla.

## A dalokról
Az album címadó dalát, a kislemezként is kihozott "The Age of Love"-ot egy rövid intro vezeti fel. A dal témája a szerelem és a béke, dallama pedig a Terminátor 2 főcímdalából származik. Az ezt követő "She Said" sokkal tempósabb, feszesebb dal, H.P. rap-betétekkel tarkítva. Akárcsak a "Fire", mely az elsők között vegyítette a techno és a rock stílusokat, refrénként használt gitár-effektek formájában. Az ezt követő "Dancing in the Moonlight" már egy lassabb dal, mely H.P. tálalásában egy életképet vázol fel.
A "Forever (Keep Me Running)" egy gyors, instrumentális szerzemény, az ugyanezt a címet viselő Bass Bumpers-szám feldolgozása. Stílusában hasonlít hozzá a "Hit The Drum", bár ebben van szöveges rész és egy lelassuló rész a közepénél. A "Don't Waste No Time" egy techno-breakbeat hibrid, erőteljes tempóval, és közel érthetetlen, villámgyors H.P.-szövegeléssel. A "Tonight" egy lassú, breakbeat-tel tarkított szám, Mary K énekbetétjeivel kiegészítve. A "Return of the Future" egy instrumentális, trance-es szerzemény, melynek dallama kissé emlékeztet a későbbi "No Fate" kislemezre. A lemezt a "Leave in Silence" zárja, melyet a Break It Up-hoz hasonlóan Nosie Katzmann szerzett, s gyakorlatilag csak szintetizátor-effektek és H.P. énekhangjának felhasználásával készült.

## Számok listája

### Eredeti kiadás
| #  | LP # | Cím                       | Szerző                                                                                         | Hossz |
| -- | ---- | ------------------------- | ---------------------------------------------------------------------------------------------- | ----- |
| 1  | A1   | Introduction              | H.P. Baxxter, Rick J. Jordan, Ferris Bueller, Jens Thele                                       | 1:00  |
| 2  | A2   | The Age of Love           | H.P. Baxxter, Rick J. Jordan, Ferris Bueller, Jens Thele, Brad Fiedel                          | 3:48  |
| 3  | A3   | She Said                  | H.P. Baxxter, Rick J. Jordan, Ferris Bueller, Jens Thele                                       | 5:18  |
| 4  | A4   | Fire                      | H.P. Baxxter, Rick J. Jordan, Ferris Bueller, Jens Thele                                       | 3:32  |
| 5  | A5   | Dancing In The Moonlight  | H.P. Baxxter, Rick J. Jordan, Ferris Bueller, Jens Thele                                       | 4:33  |
| 6  | A6   | Forever (Keep Me Running) | H.P. Baxxter, Rick J. Jordan, Ferris Bueller, Jens Thele, Shahin Moshirian, Stephan Browarczyk | 4:46  |
| 7  | B1   | Hit The Drum              | H.P. Baxxter, Rick J. Jordan, Ferris Bueller, Jens Thele, Shahin Moshirian, Stephan Browarczyk | 4:37  |
| 8  | B2   | Don't Waste No Time       | H.P. Baxxter, Rick J. Jordan, Ferris Bueller, Jens Thele                                       | 4:14  |
| 9  | B3   | Tonight                   | H.P. Baxxter, Rick J. Jordan, Ferris Bueller, Jens Thele, Shahin Moshirian, Stephan Browarczyk | 4:58  |
| 10 | B4   | Return of the Future      | H.P. Baxxter, Rick J. Jordan, Ferris Bueller, Jens Thele                                       | 4:57  |
| 11 | B5   | Leave in Silence          | H.P. Baxxter, Rick J. Jordan, Ferris Bueller, Jens Thele, Nosie Katzmann                       | 3:34  |

### 20 Years of Hardcore bónusztartalom

#### CD2
1. Fire (Extended Emergency)
2. Fire (Klubbheads Remix)
3. Fire (D.O.N.S. Burn Rubber Mix)
4. Fire (Housemason Remix)
5. Fire Dub 1
6. Fire Dub 2
7. Fire (Live In Cologne)
8. Choir Dance
9. The Age of Love (Club Mix)
10. The Age of Love (S/M In Motion Remix)

#### CD3
1. The Age Of Love (DJ Errik's Destruction Mix)
2. The Age Of Love (Triple S Funky Remix)
3. The Age Of Love (Mad Man In Love Remix)
4. The Age Of Love (Live In Cologne)
5. Turn Up That Blaster
6. No Fate (Single Mix)
7. No Fate (Full Length)
8. No Fate (R.O.O.S. Mix 1)
9. No Fate (R.O.O.S. Mix 2)
10. No Fate (Trance Mix)
11. No Fate (Live In Cologne)

## Közreműködtek
- H.P. Baxxter (ének, szövegek)
- Rick J. Jordan (szintetizátor, keverés, szerkesztés)
- Ferris Bueller (szintetizátor, speciális effektek)
- Shahin Moshirian (szerzőtárs, "The Age of Love" effektek)
- Nosie Katzmann (szerzőtárs)
- Steve ("Forever (Keep Me Running)" ének)
- Mary K ("Tonight" ének)
- Marc Schilkowski (CD-borító grafikai tervezése)

## Videóklipek
A "The Age of Love" videóklipje ANIMAGO-nagydíjat nyert, a maga korában ugyanis forradalmian új trükkfelvételeket és számítógépes effekteket tartalmazott. A klipben a Scooter-tagok, mint valamiféle jövőbeli űrutazó csapat, megmentenek egy bolygót és királynőjét a megtestesült gonosztól.
A "Fire" klipje is látványos, de már kevésbé: itt a háztetőn partizó srácokat titkosügynökök próbálják elkapni, de hasztalan.

## Feldolgozások, sample-átvételek
- The Age of Love: Brat Fiedel – Terminator 2 Theme
- She Said: Bar-Kays – Son of Shaft, S-Express – The Theme
- Forever (Keep Me Running): Bass Bumpers – Keep Me Running
- Hit The Drum: Chad Jackson – Hear the Drummer (Get Wicked)
- Don't Waste No Time: Dylan Rhymes – Naked And Ashamed

## Helyezések

### Nagylemez
| Ország        | Helyezés   |
| ------------- | ---------- |
| Csehország    | Aranylemez |
| Magyarország  | Aranylemez |
| Finnország    | Aranylemez |
| Németország   | 19         |
| Svédország    | 26         |
| Ausztria      | 32         |
| Franciaország | 35         |
| Norvégia      | 35         |
| Svájc         | 35         |

### Kislemezek
|                 | Németország | Finnország | Ausztria | Magyarország | Svédország | Izrael | Norvégia | Svájc | Írország | Egyesült Királyság | Franciaország |
| --------------- | ----------- | ---------- | -------- | ------------ | ---------- | ------ | -------- | ----- | -------- | ------------------ | ------------- |
| Fire            | 5           | 1          | 5        | -            | 7          | 8      | 10       | 11    | 28       | 45                 | -             |
| The Age of Love | 14          | 1          | 21       | 3            | 20         | 2      | -        | 21    | -        | 57                 | 35            |
| No Fate         | 39          | 2          | 36       | -            | 35         | 9      | -        | -     | -        | -                  | -             |